# World Team Challenge 2021
Die 20. World Team Challenge 2021 (offiziell: bett1 Biathlon World Team Challenge 2021) war ein Biathlonwettbewerb, der am 28. Dezember 2021 stattfand. Aufgrund der Corona-Pandemie fand die Veranstaltung erneut in der Chiemgau-Arena in Ruhpolding ohne Zuschauer statt.

## Ablauf
Der Wettkampf bestand aus einer Kombination von Massenstart- und Verfolgungsrennen. Die Streckenführung unterschied sich aufgrund des besonderen Wettkampfformats von der des Weltcups in Ruhpolding.

## Ergebnisse
Es starteten insgesamt 10 Teams aus 9 Nationen, Deutschland war traditionell mit zwei Staffeln vertreten.
Aufgrund lang anhaltender Regenfälle lagen auch in diesem Jahr schwierigere äußere Bedingungen als sonst üblich vor.

### Massenstart
Zum ersten Mal in der Geschichte der World Team Challenge blieb ein Team im gesamten Rennen ohne Fehlschuss. 
| Platz | Name                                     | Land        | Zeit in min (+Strafrunden) |
| ----- | ---------------------------------------- | ----------- | -------------------------- |
| 1     | Erik Lesser / Janina Hettich             | Deutschland | 31:04,4 (+0)               |
| 2     | Dmytro Pidrutschnyj / Julija Dschyma     | Ukraine     | +1:16,6 (+7)               |
| 3     | Matwei Jelissejew / Jewgenija Burtassowa | Russland    | +1:17,6 (+5)               |
| 4     | Felix Leitner / Lisa Hauser              | Österreich  | +1:22,1 (+7)               |
| 5     | Michal Krčmář / Markéta Davidová         | Tschechien  | +1:39,6 (+8)               |
| 6     | Lukas Hofer / Dorothea Wierer            | Italien     | +1:40,0 (+6)               |
| 7     | Joscha Burkhalter / Lena Häcki           | Schweiz     | +1:48,6 (+7)               |
| 8     | Benedikt Doll / Vanessa Hinz             | Deutschland | +2:29,7 (+7)               |
| 9     | Christian Gow / Emma Lunder              | Kanada      | +2:58,4 (+9)               |
| 10    | Tero Seppälä / Mari Eder                 | Finnland    | überrundet                 |

### Verfolgung
Beim Start unterlief den Organisatoren ein menschlicher Fehler, als die Teams aus Ukraine und Russland 11 Sekunden zu früh auf die Strecke gelassen wurden. Der Fehler wurde im Laufe des Rennens korrigiert.
| Platz | Name                                     | Land        | Zeit in min (+Strafrunden) |
| ----- | ---------------------------------------- | ----------- | -------------------------- |
| 1     | Felix Leitner / Lisa Hauser              | Österreich  | 32:15,5 (+2)               |
| 2     | Matwei Jelissejew / Jewgenija Burtassowa | Russland    | +56,8 (+3)                 |
| 3     | Michal Krčmář / Markéta Davidová         | Tschechien  | +59,7 (+5)                 |
| 4     | Erik Lesser / Janina Hettich             | Deutschland | +1:19,1 (+8)               |
| 5     | Joscha Burkhalter / Lena Häcki           | Schweiz     | +1:19,2 (+6)               |
| 6     | Tero Seppälä / Mari Eder                 | Finnland    | +1:32,7 (+7)               |
| 7     | Lukas Hofer / Dorothea Wierer            | Italien     | +1:58,7 (+6)               |
| 8     | Dmytro Pidrutschnyj / Julija Dschyma     | Ukraine     | +2:27,0 (+13)              |
| 9     | Christian Gow / Emma Lunder              | Kanada      | +2:32,3 (+8)               |
| 10    | Benedikt Doll / Vanessa Hinz             | Deutschland | +2:40,3 (+8)               |